# Вімблдонський турнір 1994
Вімблдонський турнір 1994 проходив з 20 червня по 3 липня 1994 року на кортах Всеанглійського клубу лаун-тенісу і крокету в передмісті Лондона Вімблдоні. Це був 108-й Вімблдонський чемпіонат, а також третій турнір Великого шолома з початку року. Турнір входив до програм ATP та WTA турів.

## Огляд подій та досягнень
У чоловічому одиночному розряді Піт Сампрас відстояв свій титул. Це був його другий титул переможця Вімблдону й 5-й титул Великого шолома.
У жіночому одиночному розряді минулорічна Штеффі Граф сенсаційно програла в першому колі. До цього вона в 31 турнірі Великого шолома добиралася принаймні до чвертьфіналу. Перемогла Кончіта Мартінес — перша іспанська чемпіонка Вімблдону. Мартіна Навратілова зіграла в своєму останньому одиночному фіналі на турнірах Великого шолома.
Вудіз виграли свій другий вімблдонський титул у парному розряді. Для Тодда Вудбріджа це був 6-й мейджор, для Марка Вудфорда — сьомий.
У жіночому парному розряді перемогли Джиджі Фернандес (3-ій Вімблдон, 12-й мейджор) та Наташа Звєрєва (4-й Вімблдон, 13-й мейджор).
У міксті Гелена Сукова виграла 4-й Вімблдон та 11-й титул Великого шолома, а Тодд Вудбрідж став переможцем Вімблдону втретє й виграв 7-й титул Великого шолома.

## Результати фінальних матчів

### Дорослі
| Одиночний розряд. Джентльмени   |                                   |                           |
| Піт Сампрас                     | Горан Іванишевич                  | 7–6 (7–2), 7–6 (7–5), 6–0 |
|                                 |                                   |                           |
| Одиночний розряд. Леді          |                                   |                           |
| Кончіта Мартінес                | Мартіна Навратілова               | 6–4, 3–6, 6–3             |
|                                 |                                   |                           |
| Парний розряд. Джентльмени      |                                   |                           |
| Тодд Вудбрідж Марк Вудфорд      | Грант Коннелл Патрік Гелбрайт     | 7–6(7–3), 6–3, 6–1        |
|                                 |                                   |                           |
| Парний розряд. Леді             |                                   |                           |
| Джиджі Фернандес Наташа Звєрєва | Яна Новотна Аранча Санчес Вікаріо | 6–4, 6–1                  |
|                                 |                                   |                           |
| Мікст                           |                                   |                           |
| Гелена Сукова Тодд Вудбрідж     | Лорі Макнейл Т. Дж. Міддлтон      | 3–6, 7–5, 6–3             |
|                                 |                                   |                           |

### Юніори
| Одиночний розряд. Хлопці       |                                   |                    |
| Скотт Гамфріз                  | Марк Філіппуссіс                  | 7–6(7–5), 3–6, 6–4 |
|                                |                                   |                    |
| Одиночний розряд. Дівчата      |                                   |                    |
| Мартіна Хінгіс                 | Чон Мі Ра                         | 7–5, 6–4           |
|                                |                                   |                    |
| Парний розряд. Хлопці          |                                   |                    |
| Бен Еллвуд Марк Філіппуссіс    | Владімір Платенік Рікардо Шлахтер | 6–2, 6–4           |
|                                |                                   |                    |
| Парний розряд. Дівчата         |                                   |                    |
| Нанні де Вілльєрс Ліззі Джелфз | Коріна Мораріу Людміла Вармужова  | 6–3, 6–4           |
|                                |                                   |                    |